# Andy Nelson
Andy Nelson é um sonoplasta e diretor de som estadunidense. Venceu o Oscar de melhor mixagem de som na edição de 1999 pelo filme Saving Private Ryan e na edição de 2013 por Les Misérables. Além destas, foi indicado outras dezenove vezes, incluindo por Avatar, Bridge of Spies, Star Wars: The Force Awakens e La La Land.